# 784年
| 千纪： | 1千纪 |
| 世纪： | 7世纪 \| 8世纪 \| 9世纪                                                                                  |
| 年代： | 750年代 \| 760年代 \| 770年代 \| 780年代 \| 790年代 \| 800年代 \| 810年代                                |
| 年份： | 779年 \| 780年 \| 781年 \| 782年 \| 783年 \| 784年 \| 785年 \| 786年 \| 787年 \| 788年 \| 789年          |
| 纪年： | 甲子年（鼠年）；唐興元元年；南诏上元元年；朱泚天皇元年；李希烈武成元年；日本延曆三年；渤海国大興四十七年 |

## 大事记

### 中國
- 1月27日——李希烈以汴州為大梁府，稱楚帝，年號武成。
- 2月26日——奉命入援奉天的河中節度使李懷光叛變，唐德宗以戴休顏為奉天留守，出逃至梁州。
- 5月29日——李晟等克復長安，朱泚等不敵敗走，涇原兵變以唐軍勝利告終，因在這次戰爭中，有四人稱王，兩人稱帝，即朱滔稱冀王，王武俊稱趙王，田悅稱魏王，李納稱齊王，朱泚稱秦帝，李希烈稱楚帝，故又稱二帝四王之亂，經此事件後朝廷威嚴掃地，河北三鎮自立節度使成為慣例，唐德宗更為重用宦官制約武將，促成宦官專權的局面。
  - 7月19日——唐德宗還京。

### 阿拉伯帝國
- 科爾多瓦的穆斯林埃米爾阿卜杜拉赫曼一世開始修建科爾多瓦清真寺禱告廳。他使用該清真寺（原名為阿拉木清真寺）作為他的行宮，並為紀念他妻子而命名。

### 亞洲
- 日本人開始對本州北部的阿伊努人發動戰爭。桓武天皇希望免受奈良（當時稱為平城京）周圍佛教寺院的影響，將首都遷至長岡京，結束了奈良時代。

## 逝世
- 朱泚，唐朝節度使，涇原兵變發動者，一度占據長安而稱帝。